# Vignoble du Valais
Le canton du Valais, avec ses 5 259 hectares de vignes, possède le plus grand vignoble de Suisse. L'essentiel de ses vignes est planté sur la rive droite de la vallée du Rhône dans une zone de 120 kilomètres de longueur qui s'étend de Martigny à Loèche. Plus de 50 cépages différents y sont cultivés à une altitude variant de 450 à 800 mètres, exception faite du vignoble de Visperterminen situé à plus de 1 000 mètres. Le labeur acharné de ses vignerons, combiné à un microclimat favorable ainsi qu'à une législation cantonale restrictive, permettent aux crus valaisans d'être régulièrement distingués dans de grands concours internationaux.

## Histoire
Une tradition tenace attribue les débuts de la culture de la vigne à l'occupation romaine. Des études récentes ont toutefois montré que la vigne, en Valais, remonte à une époque bien plus ancienne. Des analyses de sédiments du lac de Montorge ont révélé des grains de pollens de vigne antérieures à 5000 ans avant J.-C. Il n'est toutefois pas possible de distinguer la vigne sauvage (vitis sylvestris) de la vigne cultivée (vitis vinifera).
Dès le 2e millénaire avant notre ère, le paysage autour du lac de Montorge est essentiellement rural, fait de champs et de prés, et en grande partie déboisé, et donc peu favorable au développement de la vigne sauvage. Pourtant, entre 800 et 500 avant J.-C., la courbe pollinique de vitis monte significativement, ce qui signifierait une première viticulture déjà à l'époque celtique. Des fouilles archéologiques à Gamsen ont mis en évidence des pépins de raisin dans les décombres d'un édifice datant d'environ 600 avant notre ère. Mais ces grappes étaient-elles alors importées? La culture de la vigne au voisinage de Gamsen est en tout cas certaine au IIe et IIIe siècles. On a d'ailleurs retrouvé un certain nombre de serpettes romaines.
Hormis la découverte de rares vestiges végétaux, la production viticole n'est guère attestée en Valais par l'archéologie. Ainsi, on n'a pas, pour l'instant, retrouvé d'infrastructures telles que pressoirs, cuves, caves ou autres tonneaux. En raison de la découverte de petits gobelets, placés dans les tombes, on peut se demander si le vin ne se consommait pas pur, et non pas coupé d'eau, comme dans l'Antiquité classique. On retrouve en effet ces mêmes petits gobelets en Haut-Valais, particulièrement dans le secteur de Gamsen, au pied du Simplon, une région fortement influencée par l'Italie.
Des importations de produits romains atteignent le Valais dès la fin du IIe siècle av. J.-C. Grâce aux fragments d'amphores retrouvés à Gamsen, Massongex, Martigny et Sion, l'on observe des importations de vins de provenances variées. Les plus anciennes amphores, apparaissent à Gamsen, dès la fin du IIe siècle av. J.-C. Elle proviennent surtout de Toscane. Tandis que les amphores de vin retrouvées à Massongex, et qui datent des années 40-20 av. J.-C. sont surtout rhodaniennes, mais certaines proviennent d'Istrie (actuelles Slovénie et Croatie). Bientôt, le vin afflue non seulement d'Italie, mais aussi de la vallée du Rhône, d'Espagne et même de Rhodes. Après l'an 60 de notre ère, les importations diminuent. On n'observe plus que de rares amphores provenant de Marseille et du reste de la Gaule. Peut-être alors la production locale valaisanne suffit-elle à la demande, ou alors la généralisation de tonneaux en bois n'a-t-elle pas laissé de vestiges.
L'apparition à Martigny, dès le IIIe siècle de petites amphores d'origine crétoise et grecque atteste sans doute une consommation de vins de luxe. Puis, au IVe siècle, le Valais importe des amphores d'Afrique du nord. Polyvalents, ces récipients ont pu contenir de l'huile, des dattes, mais aussi du vin. Enfin, au Ve siècle, on retrouve en Valais des témoignages d'importation de vin du sud de l'Italie, voire d'Afrique du nord et de Palestine. La découverte à Sion d'amphores provenant de la région de Gaza confirme des témoignages écrits de cette époque, évoquant la consommation de vins exotiques et coûteux.
L'inscription d'une pierre d'autel de Popovac en Croatie, vers 280, mentionne pour la première fois un cépage du Valais.

## Vignoble

### Présentation

#### Liste desAOCvalaisannes

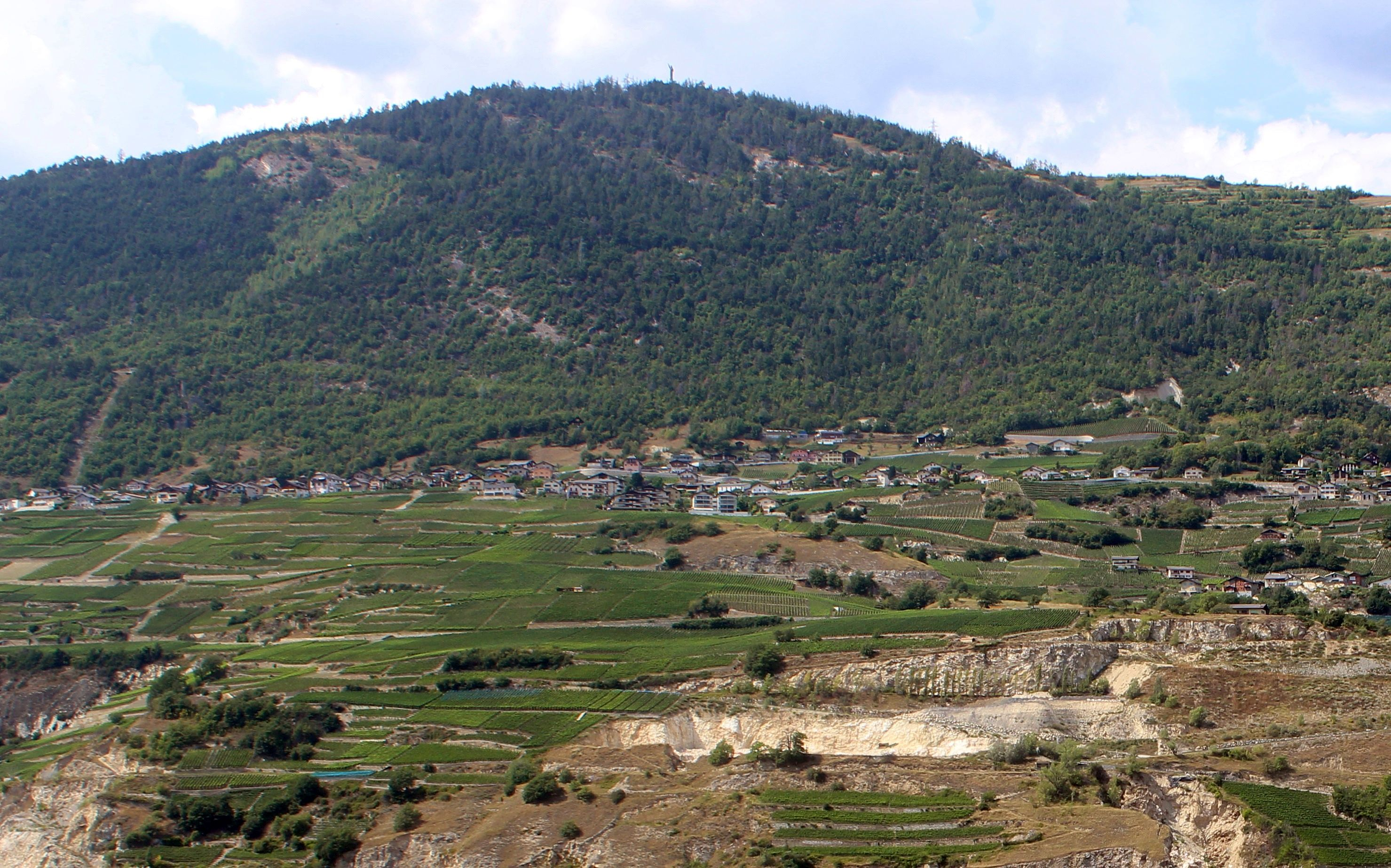
Partie du vignoble de la commune de Lens sous Chelin.

- Fully, Saxon, Saillon, Chamoson, Ardon, Vétroz, Conthey, Savièse, Sion, Grimisuat, Ayent, Lens, Miège, Venthône, Les coteaux de Sierre, Salquenen, Varonne.

#### Production
- 155 000 hectolitres de blancs et 225 000 de rouges en 2005.

### Climat
Le climat valaisan est de type continental avec une forte influence des Alpes. L'été est chaud et sec (des cactus poussent au pied de la colline de Valère) et l'hiver plutôt froid, la neige tombant pratiquement chaque année jusqu'en plaine. L'ensoleillement annuel y est supérieur à 2 000 heures, tandis que le total des précipitations avoisine les 700 millimètres. La présence en automne du Foehn, un vent chaud, confère au canton du Valais un microclimat particulièrement propice à la maturation des cépages tardifs.

### Sol

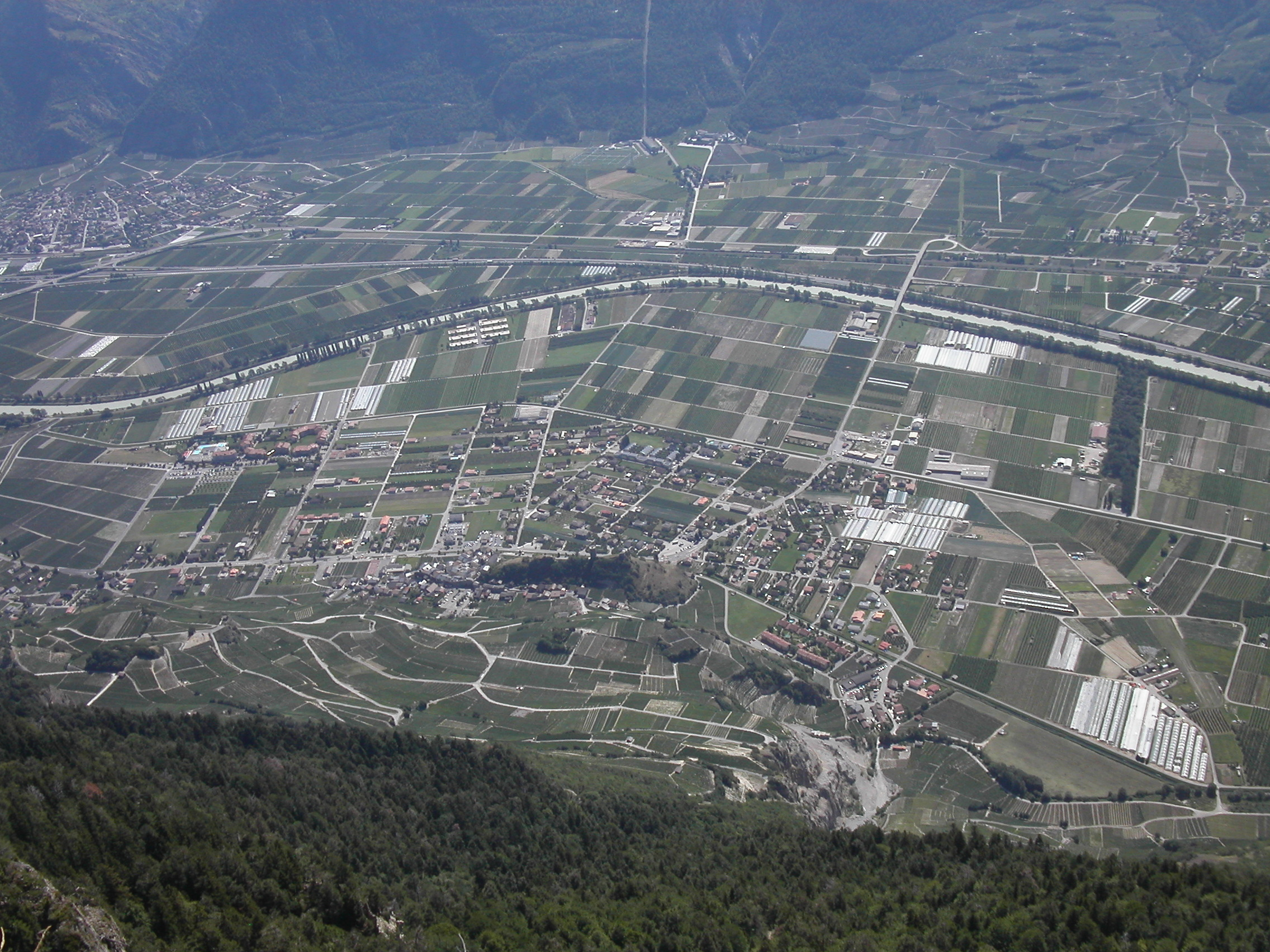
Saillon et son vignoble le long du Rhône.

Le Bas-Valais jusqu'à Fully se caractérise par des sols pauvres en calcaire, où les granites et les gneiss dominent. Puis, en remontant la plaine du Rhône depuis Saillon, le calcaire devient prépondérant. Le vignoble alentour de Sion est constitué de zones de schistes avec des micas blancs, qui, en surface, réfléchissent la lumière du soleil. En prenant la direction du Haut-Valais depuis Sion, on trouve un sol plus caillouteux et calcaire. Les sols des vignes de plaine sont plus riches en grès et en marnes, car apportés par les sédiments du Rhône, que ceux des coteaux.

### Cépages
Le vignoble valaisan, malgré sa faible superficie en comparaison internationale, possède une diversité ampélographique rare. En effet, 59 cépages différents y sont cultivés (26 rouges et 33 blancs). Bien qu'en 2004 quatre cépages (Chasselas, Pinot noir, Gamay et Silvaner) occupent plus du 85 % de la surface viticole du canton, diverses spécialités tant autochtones (Cornalin, Humagne rouge, Amigne, Petite Arvine, Humagne blanche) qu'internationales (Marsanne blanche, Syrah, Chardonnay, etc.) ont fait leur retour en force avec une surface de production en constante augmentation.
Liste des principaux cépages :
- Blancs (2 001 ha) : Chasselas (1 238 ha), Muller-Thurgau (14,5 ha), Chardonnay (70 ha), Silvaner (215 ha), Pinot gris (70 ha), Pinot blanc (25 ha), Petite Arvine (130 ha), Sauvignon blanc (17 ha), Amigne (38 ha), Humagne blanche (25 ha)
- Rouges (environ 3 008 ha) : Pinot noir (1 767 ha), Gamay (791 ha), Merlot (55 ha), Gamaret (64 ha), Garanoir (14 ha), Syrah (146 ha), Humagne rouge (108 ha), Cornalin (89 ha)...